# معركة داكار
معركة داكار (بالإنجليزية: Battle of Dakar) المعروفة أيضاً باسم «عملية الخطر»، هي محاولة عسكرية فاشلة جرت في سبتمبر 1940 من قبل الحلفاء للسيطرة على ميناء داكار الإستراتيجي في غرب أفريقيا الفرنسية (السنغال حالياً). كانت بريطانيا وحليفتها الفرنسية في المنفى تعتقدان أن نجاح العملية يمكن أن يطيح بإدارة فرنسا الفيشية الموالية لـقوى المحور في المنطقة، وأن يحل محلها الفرنسيون الموالون لبريطانيا تحت قيادة الجنرال الفرنسي شارل ديغول.

## المعركة
في 23 سبتمبر، ألقت طائرة «فليت إير أرم» التابعة لـ سلاح الجو البريطاني منشورات دعائية في مدينة داكار. ثم حلقت الطائرات الفرنسية الحرة من حاملة الطائرات أرك رويال البريطانية وهبطت في المطار، وسرعان ما أسر طواقمهم على الفور. دخل قارب مع ممثلي ديغول الميناء، ولكن أطلق عليه النار. في الساعة 10:00، أعطيت سفن فيشي لقطات تحذير من السفينة أستراليا. وعندما عادت السفن إلى الميناء فتحت البطاريات الساحلية التابعة لحكومة فيشي النار على السفينة أستراليا. وأدى ذلك إلى اشتباكات بين الأسطول البريطاني والبطاريات. في فترة ما بعد الظهر اعترضت أستراليا وأطلقت النار على المدمرة فيشي إل'أوداسيوكس، ووضعت تحت النار وجعلتها ترسو على الشاطئ.
وفي فترة ما بعد الظهر أيضاً، بدأت محاولة لوضع قوات فرنسا الحرة على الشاطئ في روفيسك في الجنوب الشرقي من داكار. فشل الهجوم بسبب الضباب والنيران الثقيلة من نقاط قوية الدفاع عن الشاطئ. وأعلن الجنرال ديغول إنه لا يريد «تسليط دماء الفرنسيين على الفرنسيين» ورفض الاعتداء.
خلال اليومين التاليين، واصل أسطول الحلفاء مهاجمة الدفاعات الساحلية واستمرت قوات فيشي في الدفاع عنها. أصيبت ريتشيليو بقذيفتين 15 بوصة من برهام. وفي اليوم الثاني من المعركة، البنادق 7 و 8 (في برج رقم 2) من ريشيليو فشل في الجولة الأولى. في اليوم التالث، تم تبديل الطواقم واستخدم البرج الرئيسي رقم 1. استخدمت رسوم الدفع مجددة من الرسوم التي تركتها السفينة ستراسبورغ في داكار، خلال فصل الشتاء 1939، ولكن هذه المرة تسببت في مشاكل السيطرة على الحرائق على نطاقٍ واسع. على مدار اليومين أطلقت ريشيليو ما مجموعه 24 طلقة. لم تسجل أي نتائج من قبل ريتشيليو.
خلال هذه الاشتباكات، غرقت غواصات فيشي (بيرسي وأجاكس)، والمدمرة L'أوداسيوكس التالفة.
كما عانى أسطول الحلفاء من أضرار جسيمة، السفينة البريطانية ريسولوشن تعرضت لطوربيد من الغواصة بيفيزيرز، كما أصيب برهام بقذيفتين من بطاريات الدفاع الساحلية التي كان يعمل بها طاقم من البرج الرئيسي رقم 1 لريشيليو. كما أصيبت طائرتان بأضرار.
عموماً، لم تسير معركة داكار على ما يرام بالنسبة للحلفاء.حيث لم تتراجع قوات فيشي وحافظت على دفاعاتها. وكانت حاملة الطائرات قد تضررت بشكل كبير وكان يتعين سحبها إلى كيب تاون. وخلال هذا المعركة، قصفت قاذفات القوات الجوية التابعة لحكومة فرنسا الفيشية والتي تتخذ من شمال أفريقيا مقراً لها القاعدة البريطانية في جبل طارق. وفي 24 سبتمبر، أسقطت نحو 50 طائرة 150 قنبلة بينما قامت حوالي 100 طائرة في 25 سبتمبر بإلقاء 300 قنبلة على المرفأ وأحواض بناء السفن. معظم القنابل لم تُصب أهدافها. وحدثت بعض الأضرار، ولكن لم يصب سوى عدد قليل من الضحايا. فقط سفينة الصيد البريطانية ستيلا سيريوس غُرقت بالضربات المباشرة. وفي النهاية انسحب الحلفاء، وتركوا داكار وغرب أفريقيا الفرنسية في أيدي حكومة فيشي الموالية لقوات المحور.